# The Guerrilla
The Guerrilla er en amerikansk stumfilm fra 1908 af D. W. Griffith.

## Medvirkende
- Arthur V. Johnson som Jack Stanford
- Dorothy West som Dorothy
- George Gebhardt
- Charles Inslee
- Owen Moore